# Promachus nobilis
Promachus nobilis är en tvåvingeart som beskrevs av Osten Sacken 1887. Promachus nobilis ingår i släktet Promachus och familjen rovflugor. Inga underarter finns listade i Catalogue of Life.